# Halopeplis
Halopeplis Bunge ex Ung.-Sternb., 1866 è un genere di piante appartenente alla famiglia delle Amarantacee.

## Tassonomia
Comprende le seguenti specie:
- Halopeplis amplexicaulis (Vahl) Ung.-Sternb. ex Ces., Pass. & Gibelli
- Halopeplis perfoliata (Forssk.) Bunge ex Ung.-Sternb.
- Halopeplis pygmaea (Pall.) Bunge ex Ung.-Sternb.